# Wonotopo
Wonotopo is een bestuurslaag in het regentschap Purworejo van de provincie Midden-Java, Indonesië. Wonotopo telt 1023 inwoners (volkstelling 2010).